# Wladimir Jewgenjewitsch Malenkich
Wladimir Jewgenjewitsch Malenkich (russisch Владимир Евгеньевич Маленьких; * 1. Oktober 1980 in Toljatti, Russische SFSR) ist ein ehemaliger russischer Eishockeyspieler, der zuletzt beim HK Lada Toljatti in der Kontinentalen Hockey-Liga unter Vertrag stand.

## Karriere
Wladimir Malenkich begann seine Karriere als Eishockeyspieler beim HK Lada Toljatti, für den er von 1998 bis 2005 in der russischen Superliga aktiv war. In dieser Zeit wurde er im NHL Entry Draft 1999 in der siebten Runde als insgesamt 157. Spieler von den Pittsburgh Penguins ausgewählt, für die er allerdings nie spielte. Zwischenzeitlich stand der Verteidiger zudem in sieben Spielen für Toljattis Ligarivalen ZSK WWS Samara auf dem Eis. Vor der Saison 2005/06 wechselte Malenkich zum HK Metallurg Magnitogorsk, mit dem er anschließend 2005 den Spengler Cup gewann, sowie 2007 erstmals in seiner Laufbahn Russischer Meister wurde. Zudem gewann der Rechtsschütze 2008 mit Metallurg den IIHF European Champions Cup, in dessen Finale er sich mit seiner Mannschaft 5:2 gegen den tschechischen Rivalen HC Sparta Prag durchsetzte.
Im Mai 2011 wechselte er zusammen mit Jewgeni Warlamow zu Torpedo Nischni Nowgorod und gehörte in den folgenden zwei Spielzeiten zum Stammkader des Teams, ehe er im Juli 2013 zum HK Metallurg Magnitogorsk zurückkehrte. Mit Metallurg gewann er 2014 die Meisterschaftstrophäe der KHL, den Gagarin-Pokal.
2015 kehrte er zu seinem Heimatverein zurück, ehe er im Juni 2018 seine Karriere beendete und Assistenztrainer der Juniorenmannschaft von Lada in der Molodjoschnaja Chokkeinaja Liga wurde.

## Erfolge und Auszeichnungen
- 2005 Spengler-Cup-Gewinn mit dem HK Metallurg Magnitogorsk
- 2007 Russischer Meister mit dem HK Metallurg Magnitogorsk
- 2008 IIHF European Champions Cup mit dem HK Metallurg Magnitogorsk
- 2014 Gagarin-Pokal-Sieger und Russischer Meister mit dem HK Metallurg Magnitogorsk

## KHL-Statistik
(Stand: Ende der Saison 2017/18)